# Nero
Nero Cláudio César Augusto Germânico (em latim, Nero Claudius Cæsar Augustus Germanicus; Anzio, 15 de dezembro de 37 d.C. — Roma, 9 de junho de 68) foi um imperador romano que governou de 13 de outubro de 54 até a sua morte, a 9 de junho de 68, o último imperador da dinastia júlio-claudiana.
Nascido com o nome de Lúcio Domício Enobarbo, era descendente de uma das principais famílias romanas, pelo pai Cneu Domício Enobarbo e da família imperial júlio-claudiana através da mãe Agripina, a Jovem, filha de Germânico e neta de César Augusto. Ascendeu ao trono após a morte do seu tio Cláudio, que o nomeara o seu sucessor.
Durante o seu governo, focou-se principalmente na diplomacia e no comércio, e tentou aumentar o capital cultural do império. Ordenou a construção de diversos teatros e promoveu os jogos e provas atléticas. Diplomática e militarmente, o seu reinado caracterizou-se pelo sucesso contra o Império Parta, a repressão da revolta dos britânicos (60–61) e uma melhora das relações com Grécia. Em 68 ocorreu um golpe de estado de vários governadores, após o qual, aparentemente, foi forçado a suicidar-se.
O reinado de Nero é associado habitualmente à tirania e à extravagância. É recordado por uma série de execuções sistemáticas, incluindo a da sua própria mãe e o seu meio-irmão Britânico, e sobretudo pela crença generalizada de que, enquanto Roma ardia, ele estaria compondo com a sua lira, além de ser um implacável perseguidor dos cristãos. Estas opiniões são baseadas primariamente nos escritos dos historiadores Tácito, Suetônio e Dião Cássio. Poucas das fontes antigas que sobreviveram o descrevem dum modo favorável, embora haja algumas que relatam a sua enorme popularidade entre o povo romano, sobretudo no Oriente.
A fiabilidade das fontes que relatam os tirânicos atos de Nero é atualmente controversa. Separar a realidade da ficção, em relação às fontes antigas, pode ser impossível.

## Juventude

### Família

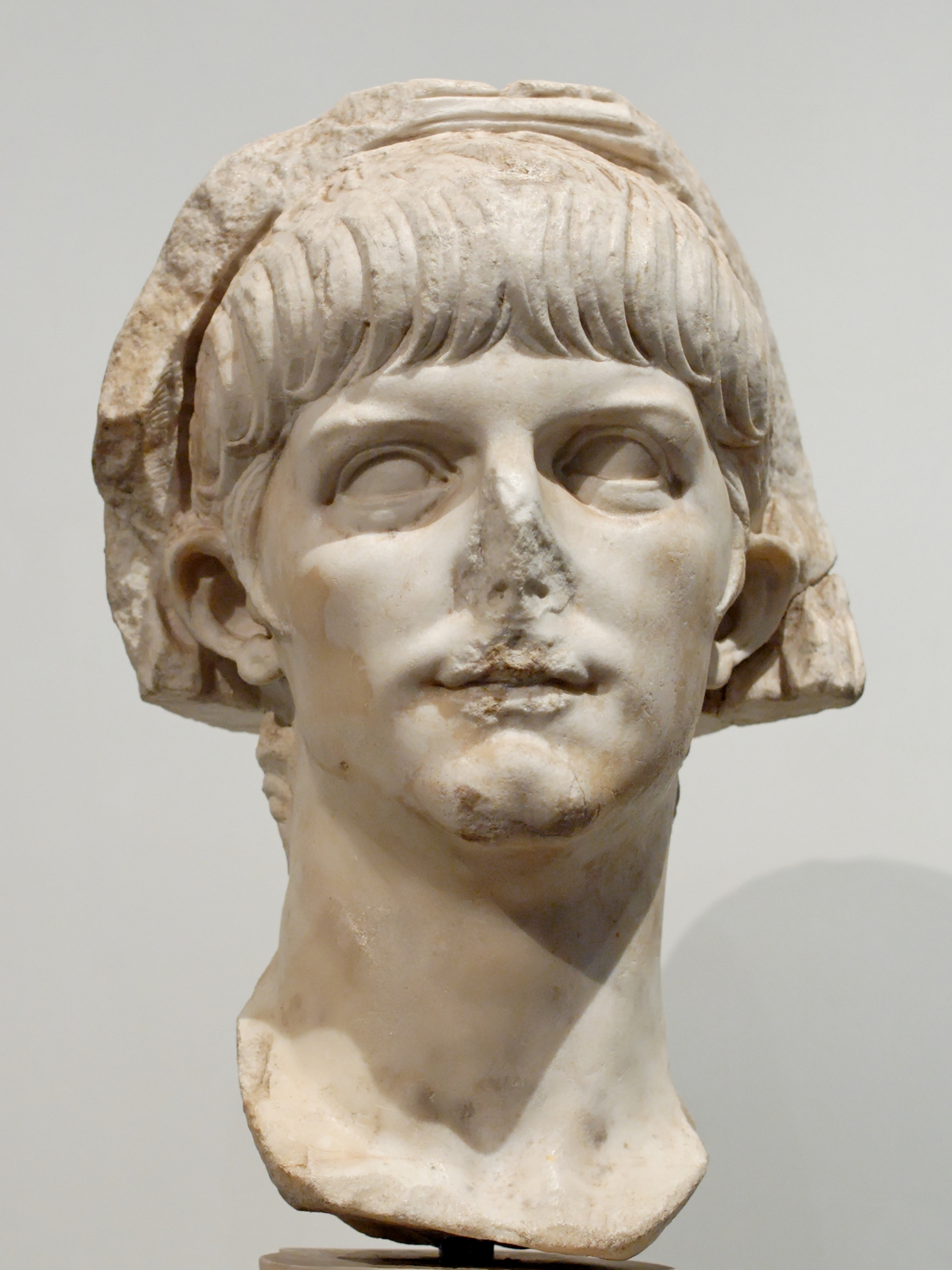
Busto do jovem Nero.

Nero nasceu a 15 de dezembro de 37 com o nome de Lúcio Domício Enobarbo em Âncio (atual Anzio), perto de Roma. Era o único filho de Cneu Domício Enobarbo e Agripinila, irmã do imperador Calígula.
O seu pai era neto de Cneu Domício Enobarbo e Emília Lépida através do seu filho Lúcio Domício Enobarbo. Cneu era neto de Marco Antônio e Octávia a Menor através da sua filha Antônia, a Maior. Por Octávia era portanto sobrinho de Augusto. O pai servira como pretor e como membro da guarda pessoal de Calígula durante a viagem do futuro imperador para Oriente. Segundo Suetônio, o pai de Nero era um assassino e o imperador Tibério acusou-o de traição, adultério e incesto. Somente a morte do próprio Tibério fez com que se livrasse daquelas acusações. Cneu morreu de um edema em 39, quando Nero contava apenas dois anos de idade.
A sua mãe, Agripinila (também conhecida como Agripina Menor), era bisneta de Augusto e da sua esposa Escribônia através da sua filha Júlia Augusta e do seu marido Marco Vipsânio Agripa. O pai de Agripinila, Germânico, era neto da esposa de Augusto, Lívia Drusa por um lado e de Marco Antônio e Octávia por outro. Germânico era ademais filho adotivo de Tibério. Uma série de antigos historiadores acusam a mãe de Nero de assassinar o seu próprio marido, o imperador Cláudio.
Conta-se que os Enobarbos tinham barbas ruivas. Segundo Suetônio, "Os Enobarbos encontram em Lúcio Domício o autor da sua origem e do seu sobrenome. Este, ao voltar um dia do campo, encontrou dois rapazes gêmeos de extraordinária beleza que lhe ordenaram anunciar ao Senado e ao povo romano uma vitória que ainda era tida como incerta. E, para provarem a sua divindade, afagaram-lhe as faces de maneira a tornar a sua barba, de negra que era, ruiva e cor de cobre. Esta característica foi transmitida também aos seus descendentes, que tiveram, na maioria, a barba loura".

### Ascensão ao poder
As possibilidades de que Nero ascendesse ao trono eram muito escassas, pois o seu tio materno, Calígula, começou o seu reinado com a idade de 24 anos, tempo mais que suficiente para ter e nomear os seus próprios herdeiros. Além disso, a sua mãe perdeu o favor de Calígula e após a morte do seu esposo em 39 esteve no exílio. Calígula administrou a herança de Nero e enviou-a à sua tia Domícia Lépida.

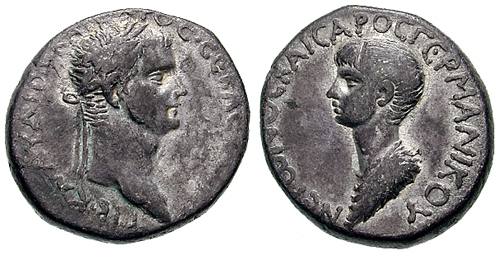
Moeda com a efígie de Nero.

Antes que Calígula começasse sequer os preparativos para a sua sucessão, foi assassinado junto com sua esposa Milônia Cesônia e a sua filha Júlia Drusila em 41. O assassinato de Calígula elevou ao trono o tio do finado imperador, Cláudio quem, uma vez no poder, permitiu Agripinila regressar do desterro.
Cláudio estivera casado em duas ocasiões antes de contrair matrimônio com Messalina. Fruto deste matrimônio nasceram Cláudio Druso (morto durante a adolescência) e uma filha. Com Messalina teve dois filhos, Cláudia Octávia e Britânico. Cláudio, no entanto, teve de assassinar Messalina após o complô que esta urdiu para derrocá-lo. Em 49, Cláudio casou-se por quarta vez com Agripinila. Para apoiar-se politicamente num herdeiro, Cláudio adotou Nero em 50, passando este a chamar-se Cláudio Nero César Druso. Ao ser mais velho que o seu meio-irmão Britânico, Nero tornou-se herdeiro do trono.
Nero foi proclamado adulto com a idade de 14 anos. Foi nomeado procônsul e entrou pela primeira vez no senado, além de dissertar frente à Câmara. Realizou as suas primeiras aparições públicas junto a Cláudio, e apareceu nas moedas emitidas durante o governo do seu tio como o seu sucessor. Casou-se com a sua meia-irmã Cláudia Octávia.

## Imperador

### Primeira etapa
Quando Cláudio morreu em 54, Nero ascendeu ao trono como o seu imediato sucessor. Embora existam discrepâncias entre os antigos relatos sobre a morte de Cláudio, muitos destes apontam para Agripina como a assassina, alegando que a mãe de Nero o envenenara. Contudo, não existem provas contundentes de tal acusação.

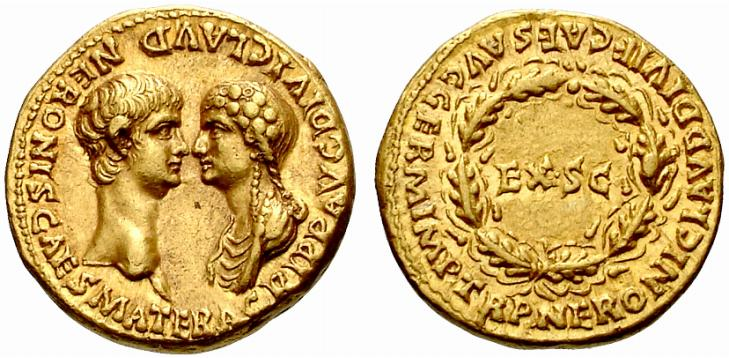
Moeda com Nero e Agripina.

Nero tornou-se imperador aos 16 anos de idade, sendo portanto muito jovem ainda. Segundo diversas fontes antigas, foi fortemente influenciado pela sua mãe durante a primeira etapa do seu reinado, pelo seu tutor Sêneca e pelo Prefeito do pretório, Sexto Afrânio Burro. Os primeiros anos do seu reinado são conhecidos como exemplo de boa administração nos quais os assuntos do Império foram tratados de maneira efetiva e o senado gozou de influência e poder nos assuntos do Estado.
Contudo, rapidamente surgiram problemas devido à competição entre a influência da sua mãe e a dos seus assessores, Sêneca e Burro. Em 54, Agripinila tratou de se sentar junto ao seu filho enquanto este parlamentava com um delegado arménio, mas Sêneca deteve-a para evitar uma cena escandalosa. O círculo de amigos de Nero começou a pôr o imperador contra a sua mãe e advertiram-no sobre a sua "conduta suspeita". Nero, enquanto isso, insatisfeito com o seu matrimônio com Octávia, iniciou um romance com Cláudia Acte, uma liberta. Quando Agripinila teve notícias da infidelidade do seu filho, tratou de intervir em favor de Octávia e exigiu-lhe que despedisse Acte. Nero, apoiado por Sêneca, resistiu a que a sua mãe interviesse na sua vida privada.
Quando Britânico, filho do finado imperador Cláudio chegou à idade de 14 anos, Nero considerou-o como uma ameaça para o seu poder. Segundo Tácito, Agripinila aguardava que, com o seu apoio, Britânico se tornasse herdeiro ao trono acima de Nero. Contudo, o jovem morreu repentina e suspeitosamente em 12 de fevereiro de 55, o dia anterior à sua proclamação como adulto. Segundo Nero, Britânico morreu de um ataque epiléptico, mas todos os historiadores antigos acusam Nero de envenená-lo com o vinho. Após a morte de Britânico, Octávia e Nero expulsaram Agripinila da residência imperial.

### Matricídio e consolidação de poder

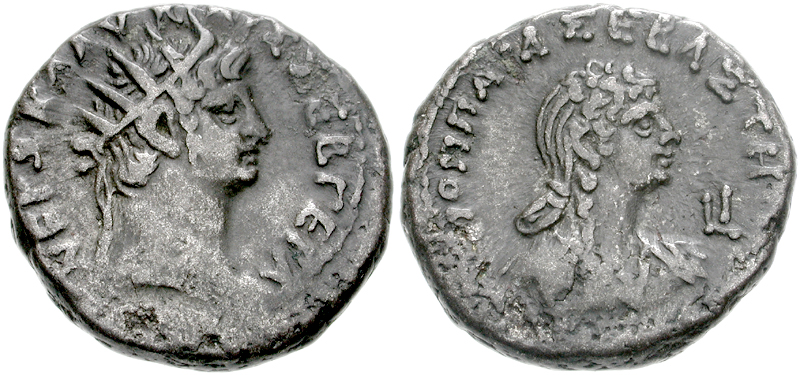
Nero e Popeia Sabina.

Com o tempo, Nero foi-se tornando cada vez mais poderoso, liberando-se dos seus assessores e eliminando os seus rivais ao trono. Em 55, depôs Marco Antônio Palas, um aliado de Agripinila do seu posto no Tesouro. Palas, junto a Afrânio Burro, foi acusado de conspirar para o derrubar e colocar Fausto Cornélio Sula Félix no trono. Pela sua vez, Sêneca foi acusado de manter relações com Agripina e de malversação de fundos. Contudo, todos eles foram absolvidos. A partir desse momento, Sêneca e Burro reduziram o seu papel político a tentar moderar o modelo de governo de Nero.
Em 58, iniciou uma relação amorosa com Popeia Sabina, a esposa do seu amigo e futuro imperador, Marco Sálvio Otão. Aparentemente, não podia casar-se com Popeia enquanto a sua mãe estivesse viva, pois esta se oporia; assim ordenou o seu assassinato em 59, se bem que Nero não se casaria com Popeia até 62 e, segundo Suetônio, Nero e Popeia somente se casaram quando esta começou a pressioná-lo. Os historiadores modernos acreditam que o verdadeiro motivo para assassinar a sua mãe seria que esta conspirara contra ele visando colocar Caio Rubélio Plauto no trono.

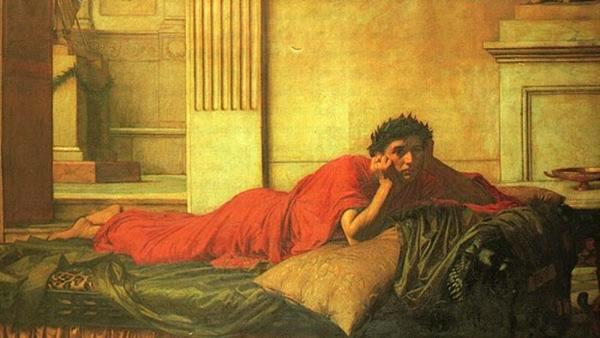
Os Remorsos de Nero após matar sua mãe, por John William Waterhouse, 1878.

Em 62, Burro, um dos seus assessores mais importantes, morreu e Sêneca, por sua vez, teve de enfrentar de novo acusações de malversação, que o obrigaram a retirar-se da vida pública. Nero divorciou-se de Octávia e desterrou-a, mas vendo os airados protestos que esta ação suscitara entre o povo romano, viu-se obrigado a chamá-la do exílio. Apesar desta aparente boa ação, Octávia foi executada pouco depois de regressar.
As tensões entre o senado e Nero começaram a partir de 62. Nero acusou Antíscio, um pretor, de traição quando este falou mal dele numa festa. Posteriormente, Nero exilou Fabrício Vejento ao caluniar o senado num escrito. Segundo Tácito, a conspiração de Caio Calpúrnio Pisão começou a forjar-se nesse mesmo ano. Com o objetivo de consolidar o seu poder, Nero executou uma série de rivais seus entre 62 e 63, incluindo Palas, Rubélio Plauto e Fausto Sula.
A consolidação do seu poder incluía também usurpar progressivamente as prerrogativas do Senado. Quando iniciou o seu reinado em 54, Nero prometera ao Senado devolver-lhe os poderes que ostentava durante a época republicana. Em 65, os senadores queixaram-se de que Nero não cumprira a sua promessa, o que motivou a Conspiração de Pisão.

### Outros relacionamentos
Quando sua esposa Popeia Sabina morreu em 65, Nero entrou num profundo luto. Seu corpo não foi cremado, mas foi preenchido com especiarias, embalsamado e colocado no Mausoléu de Augusto. Foi-lhe dado um funeral de Estado, onde Nero fez-lhe o elogio fúnebre e deu-lhe honras divinas. Diz-se que Nero "queimou dez anos de produção de incenso árabe em seu funeral".
No começo de 66, ele casou-se com Estacília Messalina. Ela já era casada quando tornou-se a concubina de Nero em 65, e seu esposo foi forçado a cometer suicídio em 66, para que Nero pudesse desposá-la. Ela foi uma das poucas cortesãs de Nero que sobreviveram à queda de seu reinado.
Em 67, Nero ordenou que um jovem liberto, Sporus, fosse castrado e casou-se com ele. De acordo com Dião Cássio, Sporus tinha uma semelhança física muito grande com Sabina, e Nero o teria chamado pelo nome de sua esposa morta.

### Guerra e paz com a Pártia
Pouco depois da sua ascensão ao trono em 55, o reino vassalo de Armênia derrocou o seu príncipe Radamisto e substituiu-o pelo príncipe parto Tirídates I. Os romanos consideraram isto como uma invasão parta de território romano e temeram como agiria o então novo imperador frente da situação. Nero reagiu depressa enviando um exército à região sob as ordens de Cneu Domício Córbulo. Os partos fugiram e cederam temporalmente o controlo da Armênia a Roma.
A paz não durou muito e a guerra em grande escala começou em 58. O rei parto Vologases I recusou retirar o seu irmão Tirídates da Armênia, e iniciou uma invasão do território armênio; Córbulo respondeu satisfatoriamente rejeitando-os esse mesmo ano. Tirídates viu-se portanto obrigado a ceder de novo o controle da Armênia a Roma.

Império Parta

Nero foi aclamado em público quando as notícias desta vitória chegaram a Roma. O imperador colocou Tigranes VI, um nobre capadócio, no trono da Armênia e Córbulo, pela sua vez, foi designado governador da Síria como recompensa pela sua boa atuação no leste.
Em 62, Tigranes invadiu a cidade parta de Adiabene. Outra vez, Roma e Pártia estavam-se em guerra, situação que continuou até 63. Pártia, pela sua vez, alentou o estabelecimento de distúrbios por território sírio. Córbulo tratou de convencer Nero para que continuasse com a guerra, mas Nero optou por tentar chegar a um acordo de paz enquanto em Roma crescia o enrarecimento da plebe devido ao vulnerável fornecimento de grão e ao déficit orçamentário.
O resultado das negociações foi que Tiritades se proclamasse Rei da Armênia, sendo coroado em Roma pelo próprio Nero. No futuro, portanto, o rei da Armênia devia ser um príncipe parto, mas devia ser nomeado pelo imperador romano. Tiritades viu-se assim obrigado a viajar para Roma para ser coroado por Nero e o povo, pela sua vez, mostrou-se contente pelas vidas que se salvaram graças a este acordo de paz.
O tratado foi uma grande vitória política que propiciou ao imperador tornasse uma personagem muito popular nas províncias orientais, bem como entre os partos. A paz entre Roma e Pártia manteve-se até 114, quando o imperador Trajano invadiu a Armênia.

### Política administrativa
Durante o transcurso do seu reinado, tentou com frequência comprazer as classes baixas, embora também fosse criticado pela sua obsessão por ser popular.

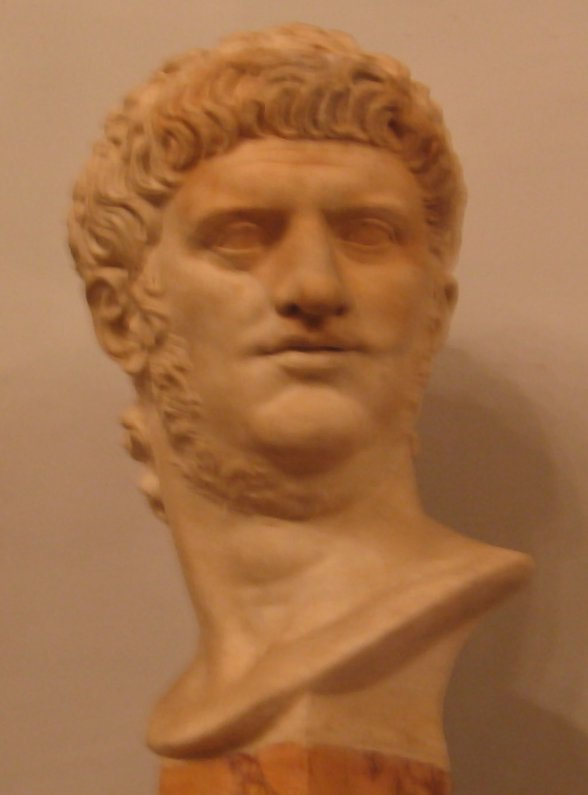
Nero
Museus Capitolinos, Roma.

Ao começo do seu mandato, em 54, prometeu ao Senado mais autonomia, para o qual durante o seu primeiro ano no poder proibiu fazer referência a ele nos decretos públicos, o que foi bem acolhido entre os senadores. Durante esta época, era conhecido em Roma por esbanjar o dinheiro e por frequentar prostíbulos e tabernas.
Em 55, começou a desempenhar um papel mais ativo como administrador. Foi Cônsul em quatro ocasiões entre 55 e 60. Durante esta etapa, os historiadores falam bastante bem da sua administração, em contraste com os relatos posteriores.
Nero pôs restrições ao preço das fianças e as multas e limitou os honorários dos advogados. Houve um debate no Senado acerca dos antigos donos dos escravos libertos terem direito a lhes revogarem a liberdade se estes mostrarem má conduta frente aos senhores, no que Nero apoiou os escravos libertos e, quando o Senado tratou de aprovar uma lei referente à sua liberdade, Nero vetou-a.
As suas ações eram encaminhadas a melhorar a situação econômica dos pobres. Quando estes clamaram que eram endividados demais, Nero levou à derrogada todos impostos indiretos. Contudo, o Senado convenceu-o de que esta medida seria extrema demais  e, como solução intermédia, Nero estipulou que os impostos fossem reduzidos de 4,5% a 2,5%. Além disso, os registros tributários passaram a ser do domínio público e, com o objetivo de reduzir o custo dos alimentos, estabeleceu que os barcos mercantes ficassem isentos de pagar impostos.

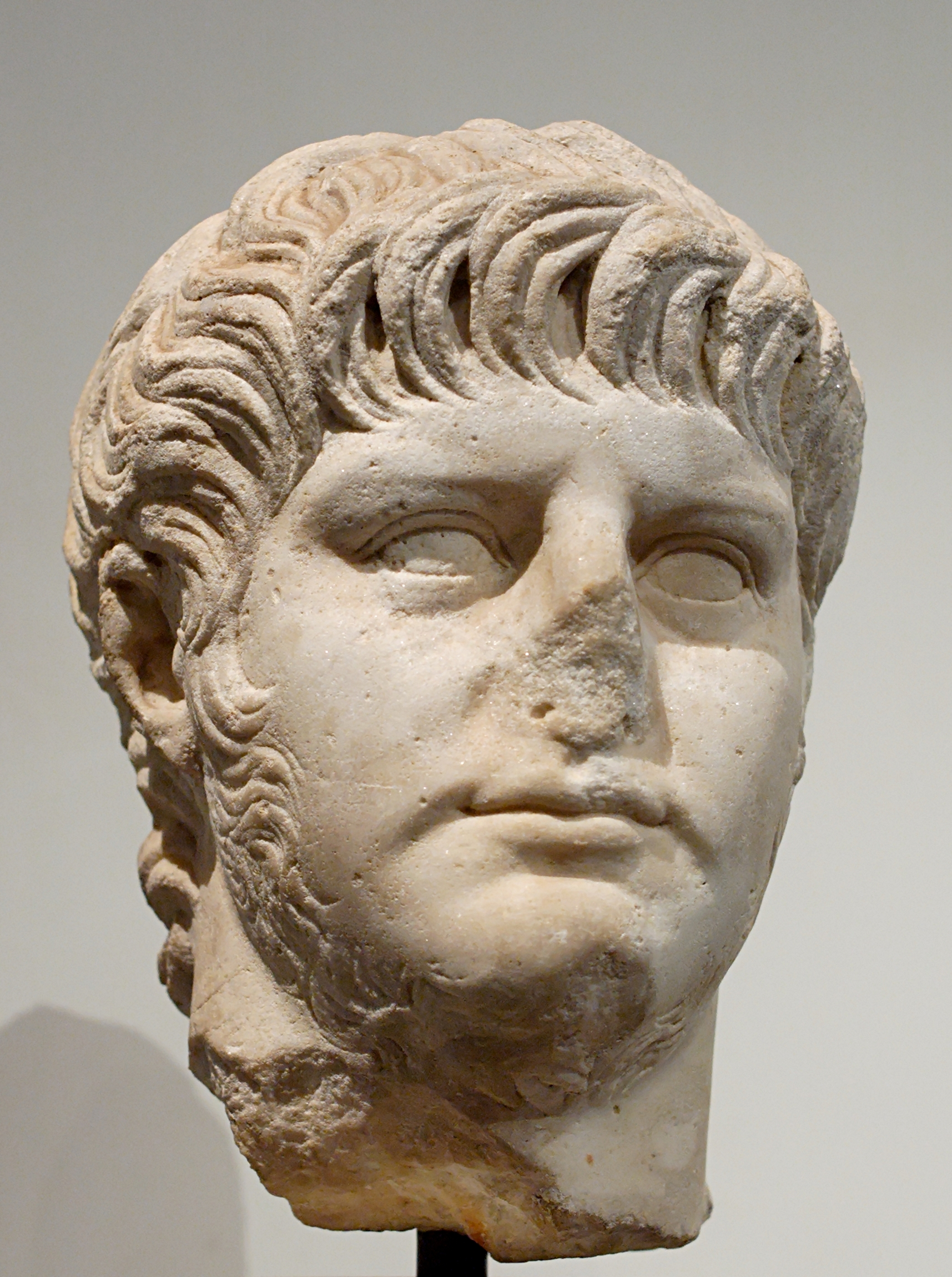
Busto de Nero.

Como amante das artes e do prazer, construiu uma série de ginásios e teatros nos quais eram celebradas atuações ao estilo grego. Também se celebraram muitos combates de gladiadores. O imperador estabeleceu as Quinquenálias, uns esplêndidos jogos nos quais se celebravam como novidade interpretações de poesia e teatro. Contudo, o teatro não era bem-visto em Roma, pois era considerado imoral e característico das classes baixas e começou-se ademais a questionar a carga que suporia ao erário público a celebração destes jogos.
Em 63, chegaram as primeiras crises econômicas. A guerra contra Pártia e a dificuldade do transporte de grão ameaçaram com aumentar o preço do mesmo. Para fazer face às dificuldades econômicas, Nero fez uma doação ao tesouro e destinou uma parte do mesmo para pagar o grão. Posteriormente decidiu assinar a paz com os seus inimigos partos. Em 64, um novo desastre assolou o Império quando a própria cidade de Roma se viu envolvida em chamas. Após o devastador incêndio, Nero destinou todo o dinheiro possível à reconstrução da cidade e para isso teve de incrementar fortemente os impostos aos ricos cidadãos das províncias.
Durante o seu reinado, importantes projetos de construção foram efetuados. Para prevenir o paludismo, Nero recolheu os entulhos do incêndio. Além disso, também erigiu a Casa Dourada e tratou de escavar um canal navegável através do Istmo de Corinto. Estes e outros projetos esvaziaram praticamente o Tesouro.

### Rebeliões
Em comparação com os seus sucessores, Roma ficara relativamente pacífica sob o reinado de Nero. A guerra contra a Pártia foi a única grande guerra acontecida, e ao seu término foi elogiada como vitória tanto política como militar. Contudo, e assim como muitos imperadores, Nero teve de enfrentar uma série de rebeliões internas e lutas pelo poder durante o seu reinado. Nero foi um dos poucos imperadores que pôde dispor o fechamento das portas do Templo de Jano. Jano era o deus do princípio e do final, e tinha um templo no Fórum Romano, ao qual era devido fechar as portas em época de paz. Mas como os exércitos romanos sempre se encontravam combatendo em alguma afastada província, as portas do templo permaneciam abertas. Apenas três imperadores romanos puderam manter as portas do templo fechadas por um tempo: Augusto, Vespasiano e Nero.

#### Rebelião britânica
Em 60, enquanto o governador da província da Britânia, Caio Suetônio Paulino estava ocupado tomando a ilha de Mona, as tribos do sudeste, encabeçadas por Boadiceia rebelaram-se contra Roma. Boadiceia e as suas tropas destruíram três cidades antes que o exército de Suetônio Paulino pudesse regressar e sufocar a rebelião na Batalha de Watling Street acontecida em 61. Temendo que Suetônio Paulino incitasse ainda mais à revolta, Nero substituiu o vitorioso governador pelo mais conciliador Públio Petrônio Turpiliano.

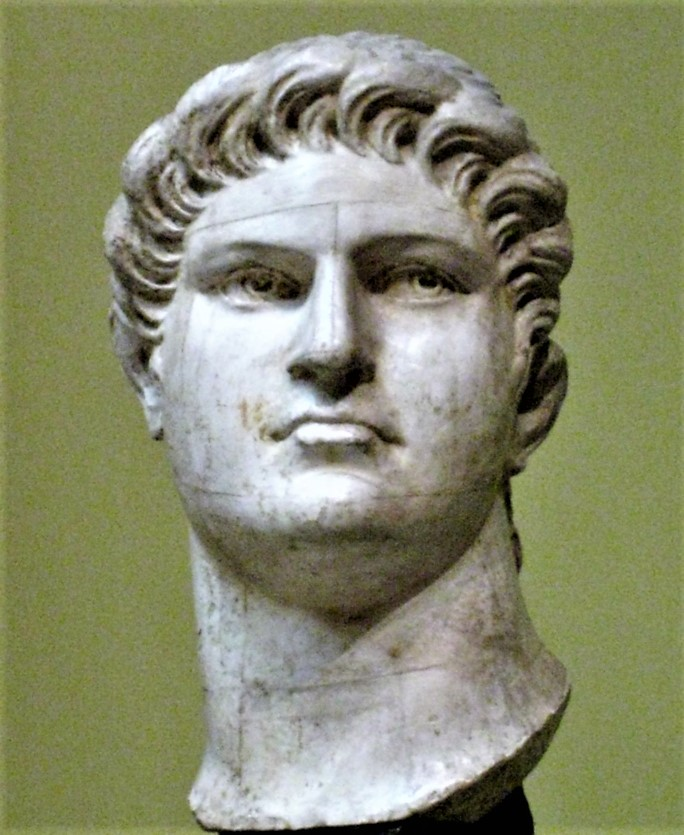
Busto de Nero, Museu Pushkin, Moscou.

#### Conspiração de Pisão
Em 65, Caio Calpúrnio Pisão, um senador romano, organizou uma conspiração para derrocar Nero com a ajuda de Súbrio Flávio, um tribuno pretoriano e Sulpício Ásper, um centurião. Segundo Tácito, a intenção dos conspiradores era "libertar o Estado" do tirânico governo de Nero e restaurar a República. O liberto Milico descobriu o complô e informou o secretário do imperador, Epafrodito. Como consequência disto, a conspiração fracassou e os seus componentes foram executados, incluindo Marco Aneu Lucano, poeta e amigo do imperador, além de sobrinho de Sêneca. Sêneca suicidou-se após reconhecer que falara do complô com os conspiradores.

#### Revolta judaica
Em 66 estourou uma revolta na Judeia derivada da crescente tensão religiosa entre gregos e judeus. Em 67, Nero enviou Vespasiano para sufocar a rebelião, coisa que fez satisfatoriamente em 70, dois anos depois da morte do próprio Nero. Durante o conflito, os romanos destruíram a cidade de Jerusalém e destroçaram o seu Templo.

#### A rebelião de Víndice
No fim de 67 ou princípios de 68, Caio Júlio Víndice, governador da Gália Lugdunense, rebelou-se contra a política fiscal de Nero. O imperador enviou Lúcio Vergínio Rufo, governador de Germânia Superior a sufocar a revolta. Víndice, com o objetivo de agregar aliados, solicitou apoio a Galba, governador da Hispânia Tarraconense mas Vergínio Rufo terminou derrotando Víndice e este suicidou-se. Por sua vez Galba fora declarado inimigo público.

#### A ascensão de Galba
Em junho de 68, o Senado votou que Galba fosse proclamado imperador e declarou inimigo público a Nero. A Guarda Pretoriana fora subornada e o Prefeito Ninfídio Sabino, visava tornar-se imperador pelo qual capturou Nero e obrigou-o a suicidar-se.
A morte de Nero sem deixar herdeiros, em vez de trazer estabilidade ao Império, desencadeou um ciclo de guerras civis conhecido como Ano dos quatro imperadores. Os sucessores de Nero combateram entre si pelo poder e foram sucedendo-se até Vespasiano ser proclamado imperador, iniciando o que seria a Dinastia Flávia.

### O grande incêndio de Roma

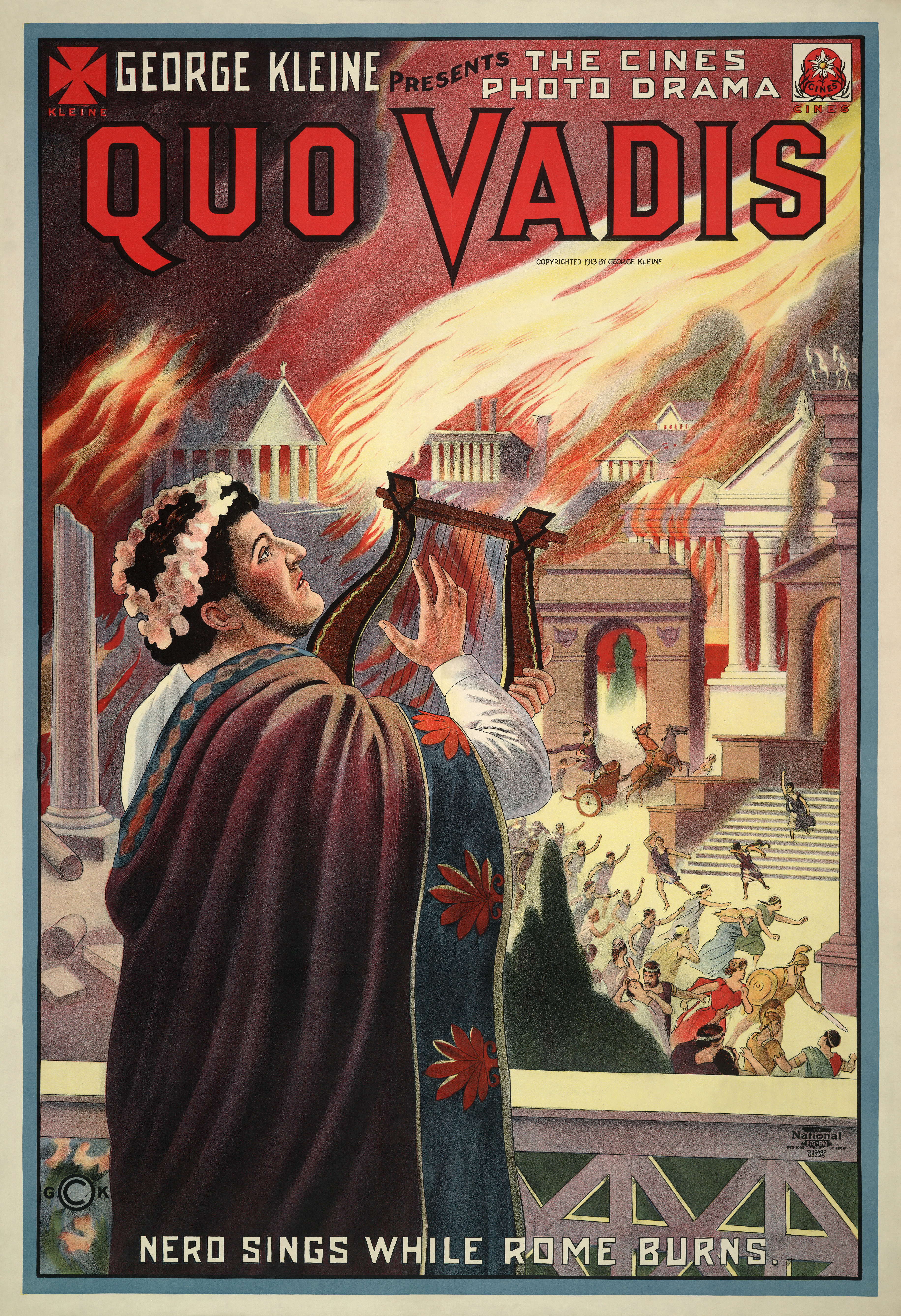
Nero canta enquanto Roma queima. Cartaz do filme italiano Quo Vadis de 1912

Durante a noite de 18 de julho de 64, ocorreu em Roma um incêndio que devastou a cidade. O fogo começou a sudeste do Circo Máximo, onde se localizavam uns postos que vendiam produtos inflamáveis.
Segundo Tácito, o fogo estendeu-se depressa e durou cinco dias. Foram destruídos por completo quatro dos catorze distritos da cidade e outros sete ficaram muito danificados. O único historiador que viveu durante essa época e que descreveu o incêndio foi Plínio, o Velho, enquanto os demais historiadores da época Flávio Josefo, Dião Crisóstomo, Plutarco e Epiteto, não mencionam o acontecimento nas suas obras.
Não está claro qual foi a causa do incêndio, quer um acidente, quer premeditado. Suetônio e Dião Cássio defendem a teoria de que foi o próprio Nero que o causou com o objetivo de reconstruir a cidade ao seu gosto. Tácito menciona que os cristãos foram declarados culpáveis do delito, embora não se saiba se esta confissão teria sido induzida sob tortura. Contudo, os incêndios acidentais foram comuns na Roma Antiga. Sob os reinados de Vitélio (69) e de Tito Flávio Sabino Vespasiano (80), estouraram outros dois mais.

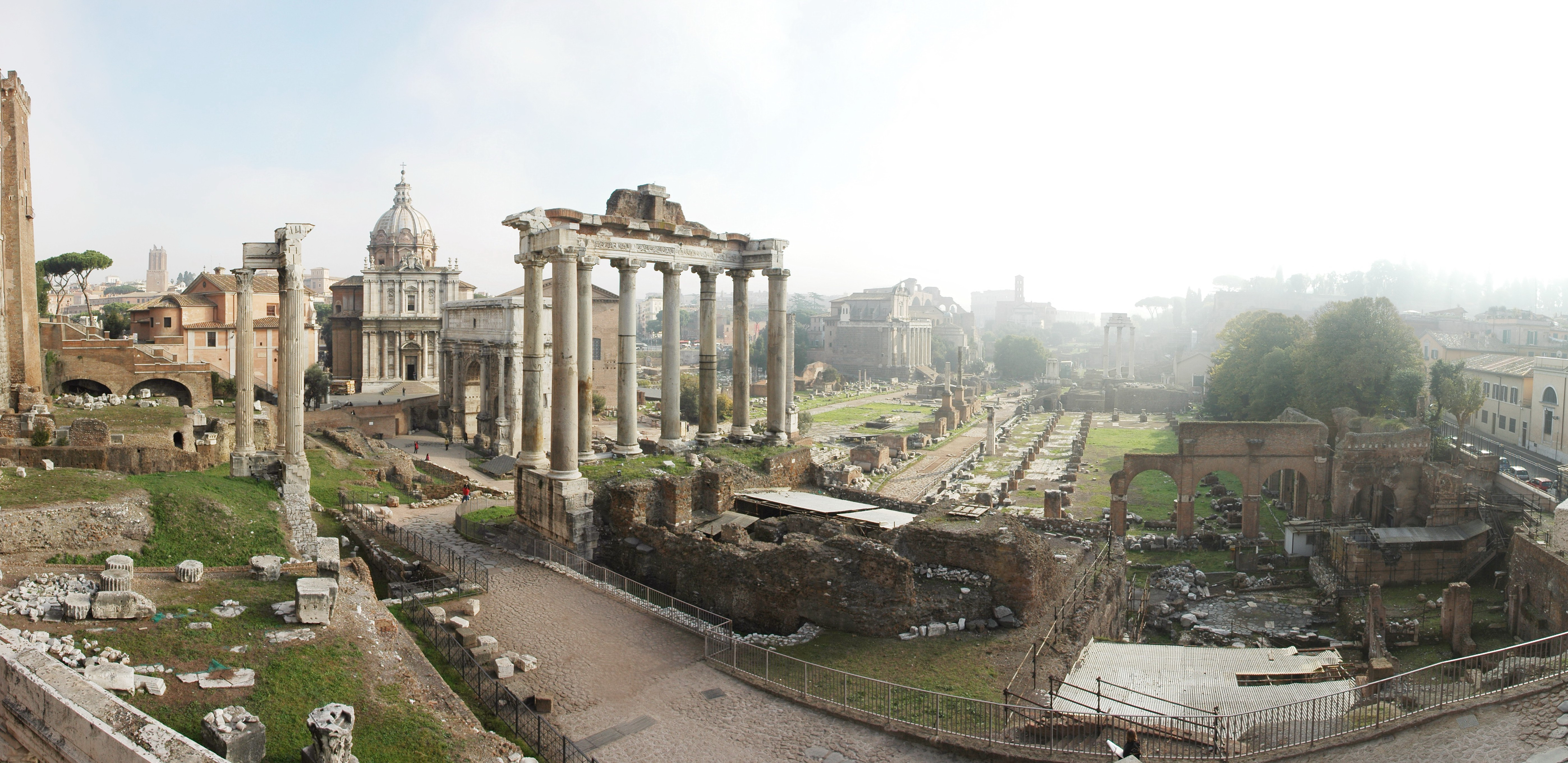
O antigo Fórum Romano.

Segundo Suetônio e Dião Cássio, enquanto Roma ardia, Nero estava cantando o Iliupersis. Contudo, segundo Tácito, Nero estava em Anzio durante o incêndio e, ao ter notícias do mesmo, viajou depressa para Roma para se encarregar do desastre, utilizando o seu próprio tesouro para entregar ajuda material. Após a catástrofe, abriu as portas do seu palácio às pessoas que perderam o seu lar e abriu um fundo para pagar alimentos que seriam entregues entre os sobreviventes. A partir do incêndio, Nero desenvolveu um novo plano urbanístico dentro do qual projetou a construção de um novo palácio, conhecido como a Casa Dourada, em uns terrenos que o fogo despejara. Para conseguir os fundos necessários para a construção do suntuoso complexo, Nero aumentou os impostos das províncias imperiais.
Tácito relata que, depois do incêndio, a população buscou um bode expiatório e começaram a circular rumores de que Nero era o responsável. Para afastar as culpas, Nero acusou os cristãos e ordenou que alguns fossem jogados aos cães, enquanto outros fossem queimados vivos e crucificados.
Tácito descreve-o assim:
| “ | Contudo, nem por indústria humana, nem por larguezas do imperador, nem por sacrifícios aos deuses, foi conseguido afastar a má fama de que o incêndio tinha sido mandado. Assim pois, com o fim de extirpar o rumor, Nero inventou uns culpáveis, e executou com refinadíssimos tormentos os que, aborrecidos pelas suas infâmias, chamava o vulgo cristãos. O autor deste nome, Cristo, foi mandado executar com o último suplício pelo procurador Pôncio Pilatos durante o Império de Tibério e, reprimida a perniciosa superstição, irrompeu de novo não somente por Judeia, origem deste mal, senão pela urbe própria, aonde conflui e se celebra quanto de atroz e vergonhoso houver por onde quer. Assim, começou-se por deter os que confessavam a sua fé; depois pelas indicações que estes deram, toda uma ingente multidão (multitudo ingens) ficaram convictos, não tanto do crime de incêndio, quanto de ódio ao gênero humano. A sua execução foi acompanhada por escárnios, e assim uns, cobertos de peles de animais, eram rasgados pelos dentes dos cães; outros, cravados em cruzes eram queimados ao cair o dia como se fossem luminárias noturnas. Para este espetáculo, Nero cedera os seus próprios jardins e celebrou uns jogos no circo, misturado em vestimenta de auriga entre a plebe ou guiando ele próprio o seu carro. Daí que, ainda castigando os culpáveis e merecedores dos últimos suplícios, tinham-lhes lástima, pois acreditavam que o castigo não era por utilidade pública, mas para satisfazer a crueldade dele próprio. | ” |

### Aparições públicas

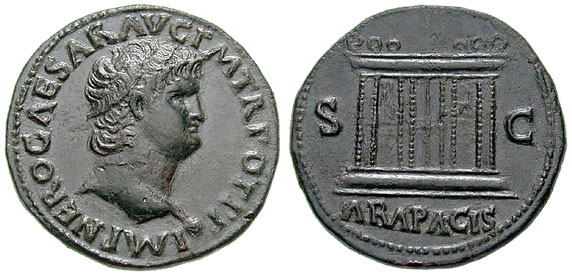
Nero e a Ara Pacis.

Nero era aficionado à condução de carros, à harpa e à poesia. O imperador compôs canções que se interpretaram por todo o Império, embora a princípio só as tocasse em audiências privadas.
Em 64, Nero começou a cantar em público na cidade de Nápoles, visando aumentar a sua popularidade. Cantou também na Quinquenália em 65. Alguns historiadores relatam que foram o Senado, o seu círculo de amigos e o povo que animaram Nero a cantar em público. Contudo, os historiadores antigos criticam as ações do imperador considerando-as degradante para alguém da sua posição.
Nero participou nos Jogos Olímpicos de 67, a fim de melhorar as relações com Grécia e de mostrar o domínio romano ao povo helênico e ao urbe em geral. Como competidor, Nero conduziu um carro de dez cavalos e quase morreu ao sofrer uma queda. Também participou como ator e cantante e, apesar de não ser o melhor dos participantes, ganhou todas as coroas de erva e as trouxe a Roma onde as expôs num desfile. As vitórias de Nero são atribuídas sem dúvida à sua condição de imperador e ao suborno dos juízes.

### Morte

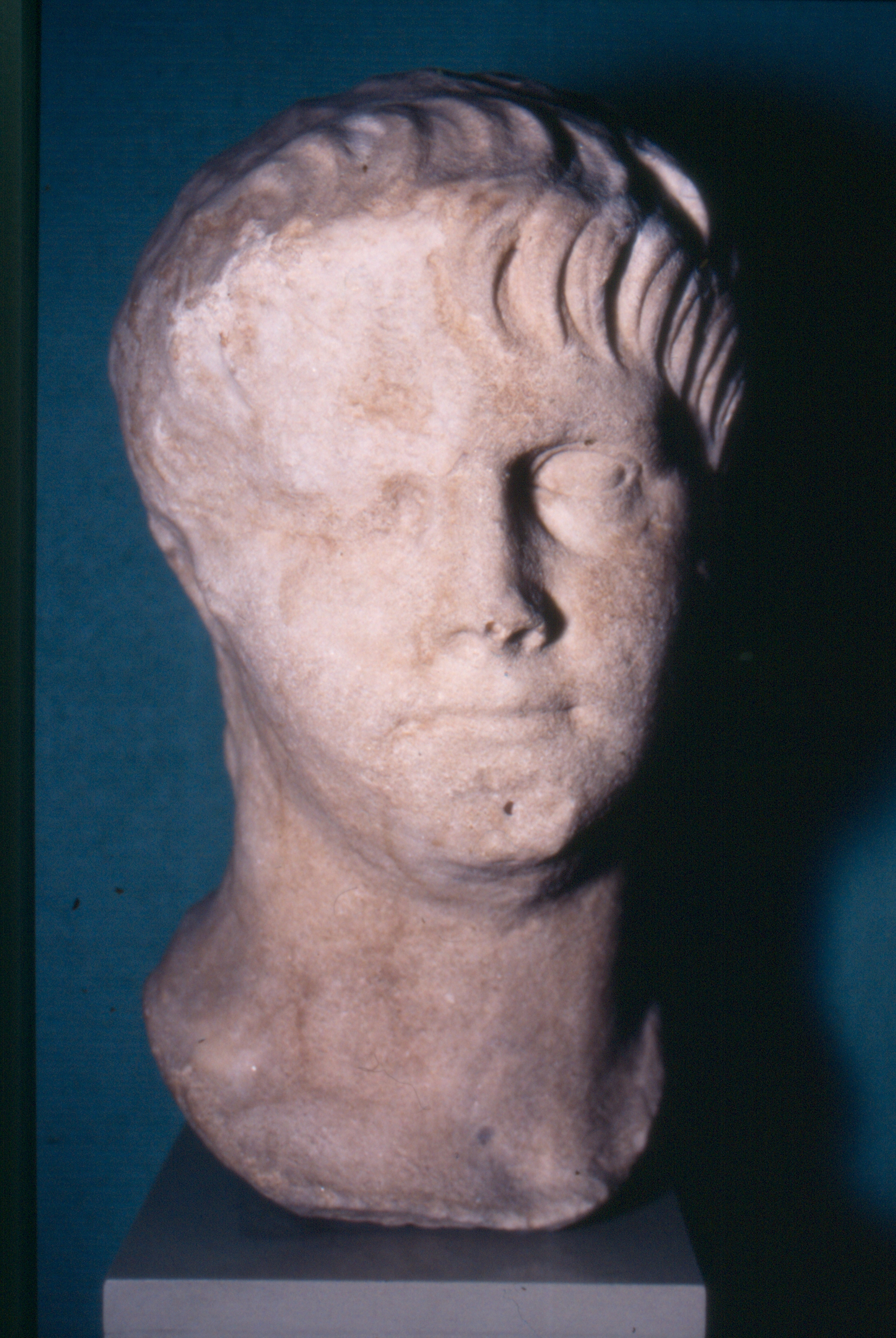
Busto de Nero, Galeria Nacional, Oslo

No fim de 67 ou princípios de 68, Caio Júlio Víndice, governador da Gália Lugdunense, rebelou-se contra a política fiscal de Nero. O imperador enviou Lúcio Vergínio Rufo, governador da Germânia Superior, a sufocar a revolta e Víndice, com o objetivo de angariar aliados, pediu apoio a Galba, governador da Hispânia Tarraconense. Vergínio Rufo, porém, derrotou Víndice e este suicidou-se, enquanto Galba, por sua vez, acabou sendo declarado inimigo público.
Nero recuperara o controle militar do império, mas isto foi utilizado contra si pelos seus inimigos em Roma. Em junho de 68, o Senado votou que Galba fosse proclamado Imperador e declarou Nero inimigo público, utilizando para isso a Guarda Pretoriana, que fora subornada, e ao seu Prefeito Ninfídio Sabino, que ambicionava tornar-se imperador.
Segundo Suetônio, Nero fugiu de Roma através da Via Salária. Contudo, apesar de ter fugido, Nero preparou-se para se suicidar com ajuda do seu secretário Epafrodito, que o apunhalou quando um soldado romano se aproximava. Segundo Dião Cássio, as últimas palavras de Nero demonstraram o seu amor pelas artes.
| “ | Que artista falece comigo!. | ” |

Com a sua morte desapareceu a Dinastia júlio-claudiana e o império submergiu-se numa série de guerras civis conhecidas como o Ano dos quatro imperadores.

### Após a morte
Segundo Suetônio e Dião Cássio, o povo de Roma celebrou a morte de Nero. Tácito, porém, fala nos seus escritos de um panorama político muito mais complicado, segundo o qual a morte de Nero foi bem recebida entre os Senadores, a Nobreza e a Classe alta mas que, pelo contrário, a classe baixa, os escravos e os assíduos do teatro, que foram os beneficiários dos excessos do imperador, receberam a notícia com pesar. O exército, enquanto isso, estava na encruzilhada entre o dever obediência a Nero como o seu imperador e os subornos oferecidos para o derrocar.
Filóstrato e Apolônio de Tiana mencionam a morte de Nero como um duro golpe para o povo em geral, que chorou com amargura devido a que "restabeleceu e respeitou as liberdades com uma sabedoria e moderação das quais o seu caráter carecia".
Os historiadores modernos defendem a teoria de que, enquanto o Senado e a Classe Alta receberam com regozijo a notícia, o povo "foi fiel até o final". Assim, tanto Otão quanto Vitélio apelaram para a sua nostalgia a fim de consolidar a sua posição no poder.
O nome de Nero foi eliminado de alguns monumentos. Muitos relatos de Nero foram reelaborados para representar outras figuras, das quais, segundo Eric R. Varner sobreviveram cinquenta. O câmbio destas imagens é interpretado como um Damnatio memoriae a Domiciano, portanto poderia-se explicar o que ocorreu com Nero como uma aplicação deste édito a menor escala. Champlin duvida que esta prática fosse necessariamente negativa, pois muitos artistas continuaram pintando retratos de Nero muito depois da sua morte.
Todos os historiadores antigos descrevem a guerra civil derivada da morte de Nero, conhecida como o Ano dos quatro imperadores como um instável e turbulento período. Segundo Tácito, esta instabilidade era baseada na percepção de que já não se podia confiar na legitimidade dinástica imperial. Galba iniciou o seu curto reinado com a execução de vários dos antigos aliados de Nero e, portanto, possíveis inimigos potenciais. Um dos mais importantes foi Ninfídio Sabino, suposto filho do imperador Calígula.
Quando Otão derrocou Galba, solicitou o apoio de grande parte do exército devido ao seu parecido com o finado imperador. Aparentemente o povo dirigia-se a Otão como o fazia com o próprio Nero e até o próprio Otão utilizou Nero como o seu sobrenome e voltou a erigir muitas das estátuas do imperador. Quando Vitélio venceu Otão e usurpou o poder, começou o seu reinado com um grande funeral na sua honra, no qual foram interpretadas canções escritas pelo próprio Nero.
Após o suicídio de Nero em 68, nas províncias orientais foi estabelecida a crença de que, na realidade, não estava morto e que em qualquer momento poderia voltar. Esta crença estendeu-se até tornar-se autêntica lenda popular.
Ao menos três impostores surgiram após a morte de Nero: O primeiro surgiu em 69, durante o reinado de Vitélio e parecia-se fisicamente, cantava e tocava a lira. Após a captação de vários acólitos foi capturado e executado. Durante o reinado de Tito Flávio Sabino Vespasiano (79 - 81) surgiu outro impostor que foi também executado. Vinte anos depois do suicídio de Nero surgiu, durante o cruel reinado de Domiciano, outro usurpador. Este terceiro pretendente foi apoiado pelos partos e o assunto tornou-se tão tenso que quase estouraram as hostilidades entre as duas nações.
A lenda de Nero sobreviveu durante muitos anos, tanto que Agostinho de Hipona a nomeia como uma importante crença popular (422).

## Historiografia

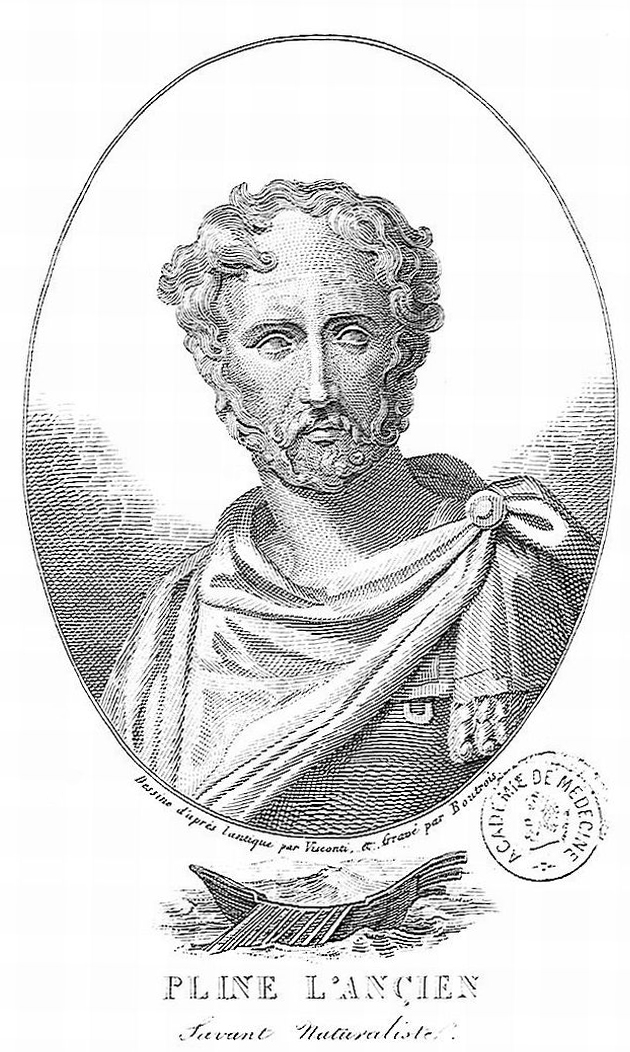
Plínio, o Velho

A veracidade das histórias sobreviventes sobre o reinado de Nero é duvidosa, pois não sobreviveram fontes bibliográficas contemporâneas ao imperador. As primeiras histórias existentes mostram-se críticas demais ou são uma série de louvores. Além disso, a credibilidade dos relatos fica também embaçada pela presença de acontecimentos fantásticos e inverossímeis, sendo muitas as contradições que podemos encontrar entre os diferentes autores. Porém, estas fontes perdidas serviram de base para próximas gerações de historiadores.
Alguns historiadores conhecidos, como Fábio Rústico, Clúvio Rufo e Plínio, o Velho, escreveram condenando o reinado de Nero em relatos que se perderam. Também foram escritas histórias sobre ele, de datas anteriores à sua ascensão ao trono, embora se desconheça o seu conteúdo.
A maior parte do conhecido sobre Nero foi escrito por Tácito, Suetônio e Dião Cássio, todos da classe senatorial ou aristocrática. Tácito e Suetônio escreveram as suas obras mais de cinquenta anos depois da sua morte, enquanto Dião Cássio o fez 150 anos depois. Estes historiadores contradizem-se numa série de eventos da vida do imperador, como a morte de Cláudio, a morte de Agripinila e o Grande Incêndio de Roma de 64, embora emitam uma condenação comum ao imperador.
Por outro lado, fontes diferentes às citadas acrescentam uma visão limitada e variada sobre o imperador, embora poucas sejam favoráveis. Alguns deles, porém, retratam-no como um imperador competente e popular entre o povo romano, especialmente no Oriente.
Com a chegada ao poder do imperador Constantino I no Século IV e o seu Édito de Milão, a influência cristã cresceu em Roma, o que finalmente contribuiu para reforçar a visão negativa de Nero como perseguidor dos cristãos.

### Dião Cássio
Dião Cássio (155 - 229) foi filho de Cássio Aproniano, senador romano. Passou a maior parte da sua vida sob o serviço público. Foi senador durante o reinado de Cômodo e governador de Esmirna após a morte de Septímio Severo. Serviu como Cônsul suffecto e como Governador proconsular da África e Panônia.
Os Livros LJI-LJIII da sua obra, a História Romana, descrevem o reinado de Nero. Apenas sobreviveram uns poucos fragmentos destes livros, e os que sobreviveram foram abreviados e alterados por João Xifilino, um monge bizantino do Século XI.

### Dião Crisóstomo
Dião Crisóstomo (40 - 120), historiador e filósofo grego, relata na sua obra que o povo romano era feliz com o governo de Nero, e que consideravam que teria de reinar indefinidamente. A plebe ansiou a sua volta quando morreu e perseguiu os impostores do imperador que buscavam usurpar o trono.

### Epiteto
Epiteto (55 - 135) foi o escravo do escrivão de Nero, Epafrodito. Realiza um par de comentários negativos sobre o caráter de Nero na sua obra, embora não analise o seu governo. Descreve Nero como um mimado, um iracundo e um infeliz.

### Flávio Josefo

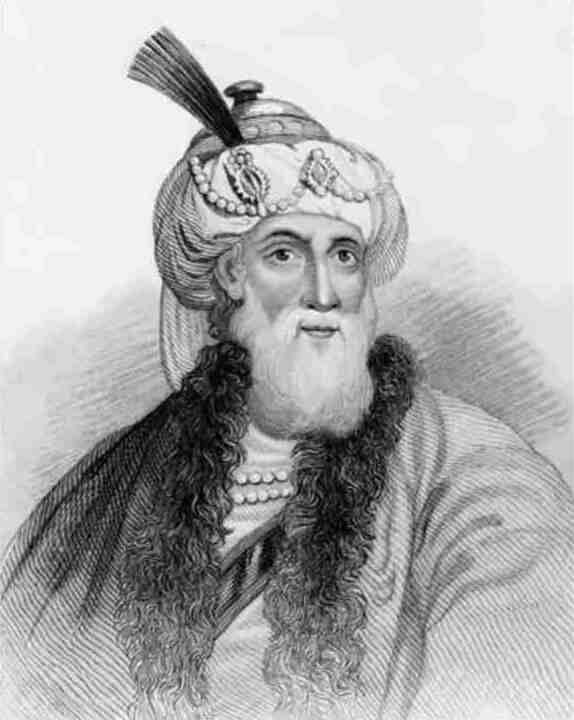
O historiador Flávio Josefo acusou outros historiadores de vilipendiar Nero.

O historiador Flávio Josefo (37 - 100), apesar de descrever Nero como um tirano, também recolhe a existência de parcialidade nos relatos sobre o imperador. Josefo indica, sobre outros historiadores:
| “ | Omitirei uma série de discursos que relataram a vida Nero; alguns deles devido a que, pelos seus favores pessoais, tergiversaram a verdade ao seu favor, e os de outros que, por vingança e por ódio, mentiram. | ” |

### Marco Aneu Lucano
Embora mais poeta do que historiador, Lucano (39 - 65) é um dos historiadores cujos relatos se mostram mais favoráveis com Nero. Descreve a paz e a prosperidade que experimentou o Império sob o reinado de Nero, em contraste com as anteriores guerras e conflitos. Ironicamente, Lucano (também sobrinho de Sêneca, o antigo preceptor de Nero) participou na conspiração de Pisão e foi consequentemente executado.

### Filóstrato o Velho
Filóstrato o Ateniense (172 - 250) fala da vida de Nero em Apolônio de Tiana (Livros IV-V). Ainda que em geral fale mal de Nero, reconhece a sua popularidade no Leste.

### Plínio, o Velho
A história de Nero por Plínio, o Velho (24 - 79) não sobreviveu. Contudo, existem várias referências na sua grande obra Naturalis Historiæ, na qual descreve o imperador como "inimigo da humanidade". Plínio é, portanto, um dos historiadores que pior opinião fornece sobre Nero.

### Plínio, o Jovem
Plínio, o Jovem (62 - 113), assim como o seu tio Plínio, o Velho, tem uma visão totalmente negativa de Nero:
| “ | Viu alguém mais abjeto e covarde que Marco Régulo depois da morte de Domiciano, em cujo reinado cometera infâmias não menores que as realizadas sob Nero, embora menos conhecidas? | ” |

### Plutarco
O historiador Plutarco (46 - 127) menciona Nero, indiretamente, nos seus relatos sobre as vidas de Galba e Otão. Embora o descreva como um tirano, não tem uma opinião muito mais favorável dos seus sucessores.

### Sêneca, o Jovem
Não é de estranhar que Sêneca, o Jovem (4 - 65), na sua condição de tutor e assessor do imperador, descreva Nero como um bom imperador.

### Suetônio
Suetônio (69 - 130) foi um historiador romano e membro do ordo equester, desempenhou os cargos de superintendente das bibliotecas públicas e responsável pelos arquivos. Quando foi despedido em 121 por Adriano, começou a escrever biografias de imperadores, destacando aspectos anedóticos e sensacionalistas.
As partes da sua biografia sobre Nero que sobreviveram são abertamente hostis, e embora o governo de Nero possa racionalizar tal hostilidade, alguns historiadores modernos questionam a exatidão da sua obra. Por exemplo, a seguinte citação, que se tomou tradicionalmente como um sinal da loucura do imperador, poderia ser simplesmente propaganda.
| “ | Castrou o jovem Esporo e tratou de fazer dele uma mulher, de fato casou-se com ele com todas as cerimônias habituais, incluindo um dote e um véu nupcial, levou-o para a sua casa e tratou-o como a sua esposa. Esporo arranjava-se como as melhores imperatrizes, passeava pela cidade em liteira e beijava Nero em público. | ” |

O povo romano chegou a dizer certa vez, que teriam melhor sorte se a esposa de Domício Ahenobarbo fosse assim.

### Tácito
Os Anais de Públio Cornélio Tácito (56 - 117) oferecem-nos o relato mais abrangente e detalhado do governo de Nero, apesar de estar incompleto após 66 d.C., Tácito mostra-se crítico com Nero, porque, ao contrário do restante dos historiadores, não se fundamenta em rumores sensacionalistas ou pura propaganda. O historiador descreve o governo da dinastia júlio-claudiana como medíocre em geral. Apesar de tudo, considera que os escritos sobre o imperador são subjetivos.
| “ | As biografias de Augusto, Tibério, Calígula e Nero foram falsificadas por meio do terror durante o seu reinado, e após a sua morte, foram escritas sob o ressentimento da tirania. | ” |

## Cronologia de Nero
- 15 de dezembro de 37 d.C. - Nascimento de Nero em Anzio.
- 49 d.C. - Agripina a mãe de Nero, casa-se com o seu tio, o imperador Cláudio.
- 53 d.C. - Nero casa-se com a filha de Cláudio, Cláudia Octávia, sendo nomeado como sucessor junto com Britânico.
- 13 de outubro de 54 d.C. - Morte de Cláudio, possivelmente envenenado por Agripina Menor.
- 13 de outubro de 54 d.C. - Nero é nomeado Imperador.
- (ano de 55 d.C.) - Britânico, o filho de Cláudio, é assassinado por Nero.
- (ano de 59 d.C.) - Nero manda assassinar a sua mãe Agripina Menor.
- 9 de junho de 62d.C. - Nero manda assassinar a sua prima e primeira esposa Cláudia Octávia, casando-se pouco depois com Popeia Sabina
- 64 d.C. - Grande incêndio de Roma.
- 65 d.C. - Nero, em estado de embriaguez, dá um pontapé em Popeia Sabina, que estava grávida, morrendo por esta causa.
- 66 d.C. - Nero casa-se com Estacília Messalina, após ordenar a morte de seu marido Marcus Julius Vestinus Atticus.
- 66 d.C. - Ordenou a perseguição dos cristãos (acusados de responsáveis pelo incêndio).
- 66 d.C. - Primeira guerra judaicorromana.
- 9 de junho de 68 d.C. - Nero suicida-se.